# ثائر الناشف
ثائر الناشف  إعلامي وكاتب سياسي  ومسرحي سوري ولد في مدينة الرقة الواقعة شمال شرق سوريا عام 1982 تلقى تعليمه الأساسي فيها ومن ثم انتقل إلى العاصمة دمشق ليكمل تعليمه الجامعي في كلية الادب والعلوم الإنسانية - قسم الإعلام، حصل على إجازة في الإعلام في عام 2005، انضم إلى الوكالة السورية للأنباء سانا في عام 2005 - 2006 كمحرر سياسي متخصص في الشؤون الإسرائيلية  ومتابعة الشأن العام في سورية، سافر على إثرها إلى لبنان والإمارات ومصر.
نشر في العديد من الصحف اللبنانية كجريدة الحياة والمحرر العربي أثناء زيارته المتكررة لبيروت، وينشر بشكل مستمر في الصحافة الخليجية ومنها صحيفة السياسة الكويتية والناس نيوز الأسترالية  وبشكل متقطع في الصحافة المصرية.
يقيم منذ عام 2007 في القاهرة.
نشط في الحقل الإعلامي والسياسي، له إصدارات مسرحية بعنوان الزمن الرديء  عن مؤسسة شمس للنشر والتوزيع عام 2009 ومسرحية ظل الديكتاتور مسرحية شالوم وغيرها من الإصدارات الفكرية والنقدية، شارك في اعداد وتقديم عدد من البرامج السياسية على قناة سوريا الجديدة زنوبيا.

## النشاط السياسي والإعلامي
- مجاز في الإعلام من جامعة دمشق عام 2005
- معد ومقدم برامج سياسية في التلفزيون [7]
- كاتب في عدد من الصحف العربية المطبوعة والإلكترونية
- كاتب عمود في جريدة السياسة الكويتية سابقا
- محرر سابق في وكالة الانباء السورية (سانا)
- محرر مدونة سورية المستقبل [8] ناشط سياسي ليبرالي مقيم خارج الأراضي السورية منذ عام 2007 [9] عاشت سوريا في خمسينيات القرن الماضي فترة ذهبية، عرفت فيها الأحزاب وتداول السلطة والانتخابات النزيهة، وكذلك المجتمع المدني والصحافة الحرة[10]
- مقدم برنامج سياسي (سوريا الثورة) خاص بالأحداث السورية على قناة صفا [11]

## الأعمال المسرحية
- مسرحية الزمن الرديء [12]، إصدار مؤسسة شمس للنشر والتوزيع عام 2009

مسرحية سياسية تراجيدية تنتقد حال الواقع العربي وتحرض على كسر محرماته وترصد المسرحية حال الواقع العربى بشكل تراجيدي وترسم همومه وآلامه، وتبرز المرأة العربية بشكل كبير عبر حالات العنف التي تتعرض لها خاصة قي المجتمعات الخليجية.
- مسرحية ظل الديكتاتور:[13] مسرحية سياسية تراجيدية تلخص صراع الإرادات السياسية وتبرز أوجه الاستبداد ومفاسده الذي تتعرض له المجتمعات جراء نزوات الحاكم وأعوانه.
- مسرحية شالوم:[14] مسرحية اجتماعية - سياسية تراجيدية تتناول علاقة اليهود الشرقيين السفارديم باليهود الغربيين الإشكنازوعلاقة اليهود بالعرب، تصور أوجه الصراع الدائر بينهم وتقدم رؤية واقعية للسلام بدلاً من الحرب.

## الأعمال الفكرية
- الإسلام المعاصر الوجه الآخر:[15] رؤية نقدية يقدم العديد من القضايا المعاصرة ذات الصلة المباشرة بالإسلام كالإرهاب والأصولية والإصلاح والعلمانية ، ويسعى إلى معالجتها بؤية نقدية تحليلية مستخدما أسلوب الربط والمقارنة بين تلك القضايا وما يقابلها في الأديان الأخرى.
- الطائفية في سورية رؤية من الداخل:[16] يخوض في أعماق البحث عن أسباب تفشي ظاهرة الطائفية بوجهيها السياسي والمذهبي في سورية ودور سلطة الأسد في استخدام الطائفية في كافة مجالات العمل السياسي والإعلامي بما يتعارض مع علمانية مؤسسات الدولة.
- إشكالية العقل في الإسلام: مطارحات نصية

الروايات:
قيامة الروح دار أوراق للنشر والتوزيع 2019

الكاتب ثائر الناشف رواية المسغبة

المسغبة  دار أوراق للنشر والتوزيع 2020
قمر أور شليم دار أوراق للنشر والتوزيع 2021